# Jeannette Wing
Jeannette Marie Wing é uma cientista da computação e palestrante, conhecida por suas contribuições para o pensamento computacional e a criação do princípio da substituição de Liskov. Até 2013, foi professora Presidente de Ciência da Computação na Universidade Carnegie Mellon, em Pittsburgh, Pensilvânia, Estados Unidos. Até 30 de junho de 2017, foi vice-presidente corporativa da Microsoft Research, supervisionando seus principais laboratórios de pesquisa em todo o mundo e as Microsoft Research Connections. Antes de sua nomeação em 1º de setembro de 2021, atuou como Diretora da Avanessians do Instituto de Ciência de Dados da Universidade de Columbia. Wing também atuou como diretora assistente de Ciência da Computação e Engenharia da Informação na NSF de 2007 a 2010. Em 2021, Wing foi nomeada vice-presidente executiva de pesquisa da Universidade de Columbia.

## Vida
Wing obteve seu S.B. e S.M. em Engenharia Elétrica e Ciência da Computação no MIT em junho de 1979, sob conselharia de Ronald Rivest e John Reiser. Em 1983, obteve seu doutorado em Ciência da Computação no MIT, sob a orientação de John Guttag. Wing também é faixa preta de quarto grau em Tang Soo Do.

## Carreira e pesquisa
Wing foi professora da Universidade do Sul da Califórnia de 1982 a 1985 e, posteriormente, professora da Carnegie Mellon de 1985 a 2012. Ela atuou como chefe do Departamento de Ciência da Computação de 2004 a 2007 e de 2010 a 2012. Em janeiro de 2013, ela tirou uma licença da Carnegie Mellon para trabalhar na Microsoft Research.
Wing tem sido um membro importante da comunidade de métodos formais, especialmente na área de Larch. Ela liderou muitos projetos de pesquisa e realizou diversas publicações.
Com Barbara Liskov, ela desenvolveu o princípio de substituição de Liskov, publicado em 1993.
Ela também tem sido uma forte promotora do pensamento computacional, expressando as técnicas de resolução de problemas algorítmicos e de abstração usadas por cientistas da computação e como elas podem ser aplicadas em outras disciplinas.
Ela é membro do conselho editorial dos seguintes periódicos:
- Foundations and Trends in Privacy and Security (co-Editora)
- Jornal da ACM
- Formal Aspects of Computing
- Formal Methods in System Design
- International Journal of Software and Informatics
- Journal of Information Science and Engineering
- Software Tools for Technology Transfer

## Reconhecimento
Em 1998, Wing foi nomeada membro da Association for Computing Machinery "por contribuições fundamentais aos métodos formais, linguagens de programação e metodologia de programação, e por promover o uso de métodos formais no desenvolvimento de software". Em 2003, Wing foi nomeada membro do Instituto de Engenheiros Eletricistas e Eletrônicos "por contribuições a métodos para sistemas de software". Em 2024, Wing foi eleita membro da Academia Nacional de Engenharia por "formulação e defesa do pensamento computacional e por contribuições a métodos formais e computação confiável".